# Стенятинська сільська рада
Стенятинська сільська рада — колишній орган місцевого самоврядування у Сокальському районі Львівської області. Адміністративний центр ради — село Стенятин.

## Населені пункти
Сільській раді підпорядковані населені пункти:
- с. Стенятин
- с. Роятин

## Склад ради
Рада складається з 18 депутатів та голови.

### Керівний склад попередніх скликань
| ПІБ                              | Основні відомості                                                                       | Дата обрання | Дата звільнення |
| -------------------------------- | --------------------------------------------------------------------------------------- | ------------ | --------------- |
| Студінський Григорій Ярославович | Сільський голова, 1963 р.н., освіта вища, член Всеукраїнського об'єднання «Батьківщина» | 26.03.2006   | 31.10.2010      |
| Студінський Григорій Ярославович | Сільський голова, 1963 р.н., освіта вища, член Всеукраїнського об'єднання «Батьківщина» | 31.10.2010   |                 |

Примітка: таблиця складена за даними джерела